# Бялковци
Бялковци (болг. Бялковци) — село в Болгарии. Находится в Великотырновской области, входит в общину Елена. Население составляет 5 человек (2022).

## Политическая ситуация
В местном кметстве Беброво, в состав которого входит Бялковци, должность кмета (старосты) исполняет Николай Емилов Колев (Граждане за европейское развитие Болгарии (ГЕРБ)) по результатам выборов.
Кмет (мэр) общины Елена — Сашо Петков Топалов (Болгарская социалистическая партия (БСП)) по результатам выборов.